# Méthode des recueils de jurisprudence
La méthode des recueils de jurisprudence (anglais : casebook method) est la principale méthode d'enseignement du droit dans les facultés de droit aux États-Unis. Elle a été créée à la Faculté de droit de Harvard par Christopher Columbus Langdell. Elle tire ses fondements du principe qu'au lieu d'étudier des résumés très abstraits de règles juridiques (la technique utilisée dans la plupart des pays), la meilleure façon d'apprendre le droit américain est de lire de véritables décisions judiciaires qui deviennent le droit sous l'effet de la règle du stare decisis en common law. Cette méthode est également utilisée dans d'autres pays de common law, notamment le Canada, l'Australie et la Nouvelle-Zélande.

## Historique de la technique pédagogique
Pour enseigner en fonction de cette méthode, les professeurs de droit américains colligent traditionnellement les arrêts les plus illustratifs concernant un domaine particulier du droit dans des manuels spéciaux appelés recueils de jurisprudence. Certains professeurs éditent fortement les arrêts jusqu'aux paragraphes les plus importants, tout en supprimant presque toutes les citations et en paraphrasant tout le reste ; quelques-uns présentent tous les arrêts dans leur intégralité, et la plupart des autres se situent entre les deux. Une technique courante consiste à fournir la quasi-totalité du texte d'une affaire historique qui a créé une règle juridique importante, suivie de brèves notes résumant les conclusions d'autres affaires qui ont encore affiné la règle.
Traditionnellement, la méthode des recueils de jurisprudence est enseignée conjointement avec la méthode socratique dans les facultés de droit américaines. Pour une classe donnée, un professeur assignera plusieurs arrêts du recueil de jurisprudence à lire, et peut également exiger que les élèves se familiarisent avec les commentaires des arrêts. En classe, le professeur posera aux étudiants des questions sur les arrêts donnés à lire afin de déterminer s'ils ont identifié et compris la bonne règle à partir de l'affaire, s'il y en a une - dans certains domaines du droit très contestés, il n'y en aura « pas » une règle correcte. En répondant aux questions du professeur, "l'étudiant apprend à penser comme un avocat."
En droit des contrats, un exemple typique concerne la décision Hadley v. Baxendale (1854), un arrêt qui est encore régulièrement matière à examen dans les examens du barreau américains de nos jours. Les traités juridiques affirment de manière concise que (1) les dommages indirects se limitent à ceux que les parties ont prévus par les parties au moment de la conclusion du contrat (2) une partie doit informer l'autre à l'avance de ses besoins spécifiques afin d'étendre ce qui est mutuellement prévisible et ainsi récupérer les dommages indirects si l'autre commet un manquement. Ainsi dit, l'arrêt Hadley semble assez simple, mais un recueil de jurisprudence pour un cours de droit ne le dira jamais. L'étudiant en droit doit plutôt déduire ces principes du texte quelque peu archaïque de cette décision de la Cour de l'Échiquier rendue au milieu du XIXe siècle.
Cette méthode d'enseignement diffère de deux manières des méthodes d'enseignement utilisées dans la plupart des autres programmes académiques : (1) elle oblige les étudiants à travailler presque exclusivement avec des sources primaires, qui peuvent être écrites dans un langage obscur ou obsolète pour les cas plus anciens ; et (2) un cours typique d'une faculté de droit américaine est censé être un dialogue sur la signification d'un arrêt, et non un simple exposé magistral. À son tour, ce processus de dialogue d'arrêts (en exposant et en examinant publiquement la compréhension de la matière par l'étudiant en compagnie de ses pairs) aide les étudiants à développer la force psychologique requise des avocats professionnels.
Dans certaines facultés de droit, la méthode des recueils de jurisprudence est utilisée en conjonction avec des conférences ou d'autres formes d'enseignement plus structurées. Cela est particulièrement vrai dans les classes qui sont plus fortement orientées vers le loi statutaire, comme le droit fiscal (qui aux États-Unis est régi par le Internal Revenue Code) et certains domaines de droit commercial (en particulier les cours portant sur le Code uniforme de commerce).